# Yenice-Talsperre
Die Yenice-Talsperre (türkisch Yenice Barajı) befindet sich 60 km westlich von Nallıhan in den türkischen Provinzen Ankara und Eskişehir am Mittellauf des Sakarya.
Die Yenice-Talsperre wurde in den Jahren 1985–2000 zum Zwecke der Energieerzeugung als Erdschüttdamm erbaut.
Der Staudamm hat eine Höhe von 33,1 m (über der Talsohle) und besitzt ein Mauervolumen von 1,798 Mio. m³. Der zugehörige Stausee bedeckt eine Fläche von 3,64 km² und besitzt ein Speichervolumen von 57,6 Mio. m³. Am oberen Ende des etwa 15 km langen Stausees befindet sich die Gökçekaya-Talsperre. 
Das Wasserkraftwerk der Yenice-Talsperre verfügt über eine installierte Leistung von 38 Megawatt. Das Regelarbeitsvermögen liegt bei 122 GWh.